# Älvhyttan
Älvhyttan är en by i Vikers socken i Nora kommun i Örebro län. Spelmännen Spel-Kula och Israel Israelsson är från byn.
Älvhyttan omtalas i skriftliga källor första gången 1345 då Älvhyttan förlänades till biskop Sigismund i Strängnäs. Per Jonsson på Älvhyttan undertecknade 1529 det äldsta kända lagmanstingsprotokollet från bergslagen. I samband med reformationen lades Älvhyttan under kronan.